# Weichselbaum (Weßling)
Weichselbaum ist ein Ortsteil der Gemeinde Weßling im Landkreis Starnberg in Oberbayern.

## Lage
Das Dorf liegt 2 km nordöstlich von Weßling an der Bahnstrecke Pasing–Herrsching.

## Geschichte
Im Jahr 1184 wurde der Ort erstmals schriftlich als Wihselbovmen in den Unterlagen des Klosters Schäftlarn erwähnt. Im Jahr 1800 hatte die Siedlung Weichselbaum sechs Einwohner.
In unmittelbarer Nähe wurde von der Firma Dornier ein Flugplatz gebaut, der 1936 in Betrieb genommen wurde. Im gleichen Jahr wurde am nordwestlichen Rand des Flugplatzes von Max Dieckmann das Institut Flugfunk Forschung Oberpfaffenhofen (FFO) gegründet, das im Frühjahr 1937 fertiggestellt und am 1. Oktober 1937 in Betrieb gegangen ist. Aus dieser Einrichtung ist das heutige Deutsche Zentrum für Luft- und Raumfahrt (DLR) entstanden.

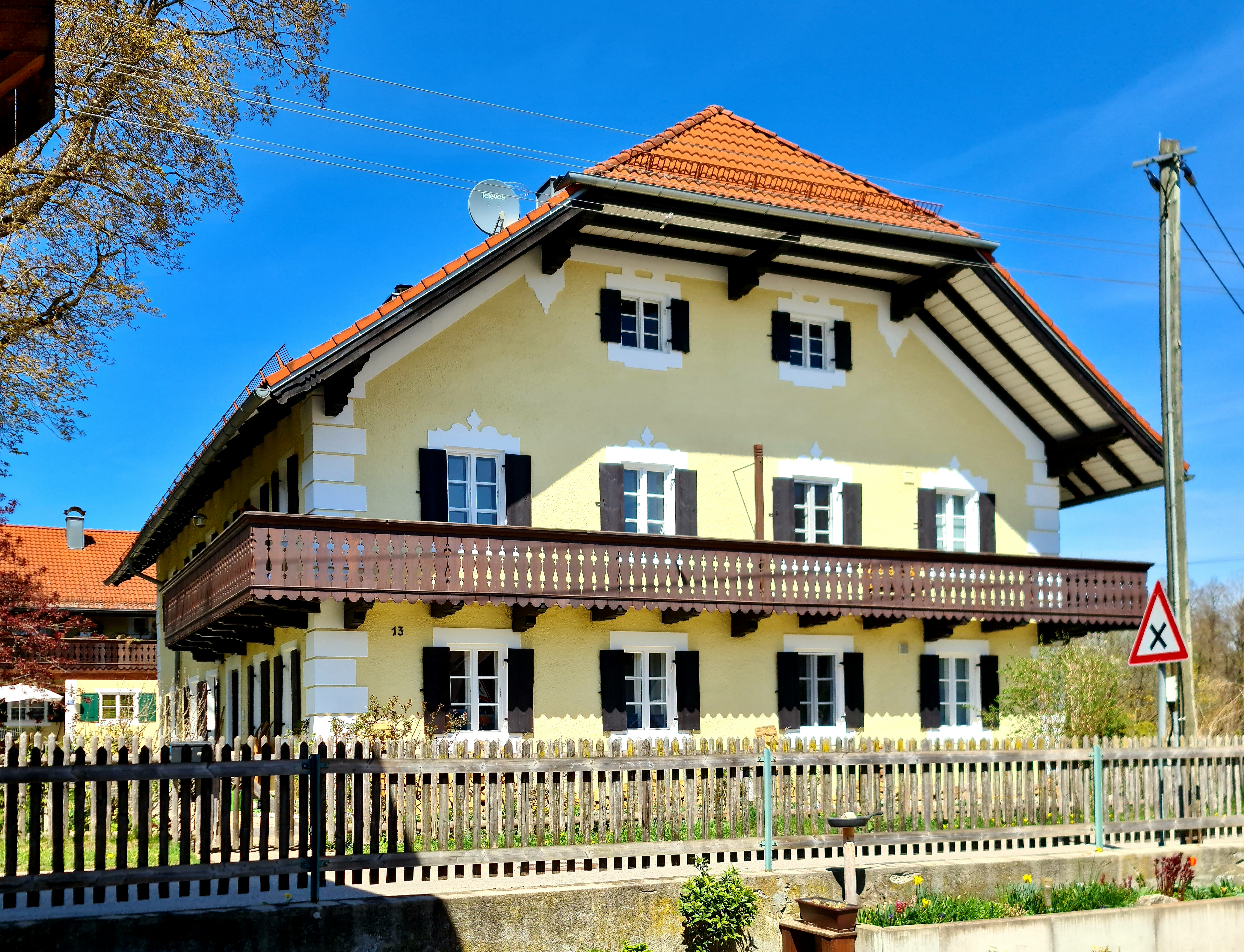
Das noble Wohngebäude des Hofs Weichselbaum 13 im historisierenden Heimatschutzstil

1936 nahm die Deutsche Reichsbahn an der Bahnstrecke Pasing–Herrsching den Haltepunkt Weichselbaum in Betrieb. Er diente zunächst ausschließlich dem Berufsverkehr zu den Dornier-Werken, wurde aber 1944 für den allgemeinen Verkehr geöffnet. Im Zuge des Streckenausbaus für die S-Bahn München legte die Deutsche Bundesbahn den Haltepunkt am 1. Mai 1972 still und ersetzte ihn durch den neuen Haltepunkt Neugilching einen Kilometer nordöstlich.
Während des  Zweiten Weltkrieges war der Flugplatz 1944 Ziel von sechs Bombenangriffen. Nach dem Krieg richtete 1946 die amerikanische Besatzung das „Air-Depot Obii“ ein. Während der Berliner Luftbrücke von Juni 1948 bis Mai 1949 spielte der Flugplatz für Wartung und Reparaturarbeiten der Rosinenbomber eine wichtige Rolle.
Bis zur Gemeindegebietsreform ein Ortsteil der Gemeinde Oberpfaffenhofen, wurde Weichselbaum am 1. Januar 1976 nach Weßling eingemeindet.
Aufgrund des nahen Sonderflughafens und der wachsenden Gewerbegebiete soll 2028 der Bahnhof reaktiviert werden.